# دراگانا استانکوویچ
دراگانا استانکوویچ (سیریلیک صربی: Драгана Станковић؛ زادهٔ ۱۸ ژانویهٔ ۱۹۹۵) بازیکن بسکتبال اهل صربستان است.
وی در مسابقات کشوری و بین‌المللی در مجموع برندهٔ ۴ مدال برنز شده‌است.